# China Keitetsi
China Keitetsi (* 1976 in Uganda) ist eine Buchautorin, die ihre Erlebnisse als ehemalige Kindersoldatin in Uganda in dem Buch Sie nahmen mir die Mutter und gaben mir ein Gewehr niedergeschrieben hat. Sie gründete den deutschen Förderverein Hilfe für ehemalige Kindersoldaten und afrikanische Kriegsopfer e. V. und setzt sich gegen den Einsatz von Kindersoldaten in Afrika ein.

## Biographie

### Frühe Kindheit
Sie wurde 1976 in Westuganda geboren. Ihr Vater war ein lokal bedeutender Mann, mit eigenem Land, einem Haus in der Stadt und einer Farm. Er verstieß ihre Mutter, als China noch im Säuglingsalter war, und ersetzte sie durch eine andere junge Frau, die selbst ein Baby hatte. Anfangs hatte China ein relativ gutes Verhältnis zu ihrer Stiefmutter, das sich allerdings mit der Zeit zusehends verschlechterte. Sie wurde sowohl von ihrem Vater als auch von ihrer Stiefmutter misshandelt.
Als China sechs Jahre alt war, geriet das damalige Regime unter Milton Obote immer mehr unter Druck durch die National Resistance Army (NRA), angeführt vom heutigen Präsidenten Ugandas, Yoweri Museveni. Obote machte die Volksgruppe der Tutsi dafür verantwortlich, indem er sie beschuldigte, die Rebellen zu unterstützen. Da auch Chinas Familie zu den Tutsi gehörte, wurde ihre Farm von Angehörigen des Obote-Regimes überfallen, geplündert und zerstört. Ihr Vater konnte jedoch in einiger Entfernung eine neue, kleinere Farm aufbauen.
Auf der neuen Farm nahmen die Misshandlungen gegen China und ihre Geschwister weiter zu, sodass China 1984 im Alter von acht Jahren von zuhause floh.

### Leben in der NRA
Kurz nach ihrer Flucht wurde sie von der NRA aufgegriffen und in ein Rekrutierungslager gesteckt. Dort erhielt sie aufgrund ihrer „Schlitzaugen“ ihren Namen China. Heute verwendet sie ihn als ihren offiziellen Namen.
Bereits nach einem Monat wurde sie für erste Kampfhandlungen eingesetzt. Sie war an einem Überfall auf einen Regierungskonvoi beteiligt, wobei die überlebenden Offiziere der Regierung in ein NRA-Lager verschleppt und später erschossen wurden.
Danach wurde sie zum ersten Mal an der Front eingesetzt. Die NRA griff bei Ruwenzori Regierungstruppen an und besiegte diese. Nach diesem Kampf wurde China zum 5. Bataillon versetzt, wo sie den späteren Vater ihres Sohnes kennenlernte – Moses Drago.
Als China elf Jahre alt war, rückte die NRA vom Norden Ugandas ausgehend immer weiter in Richtung der Hauptstadt Kampala vor. Diese wurde am 26. Januar 1986 erobert.
Daraufhin wurde Museveni zum Präsidenten eines Einparteiensystems erhoben und bildete eine Regierung mit dem zivilen Arm der NRA, dem National Resistance Movement. Es fanden noch weitere Schlachten gegen die verbliebenen Truppen Obotes an der Kafu- und der Karuma-Brücke statt. Aus Angst, eine weitere Frontschlacht miterleben zu müssen, floh China schließlich 1989 im Alter von dreizehn Jahren von der NRA und kehrte zu ihrer leiblichen Mutter zurück.
China kam damals jedoch mit dem Zivilleben nicht zurecht und kehrte zur Armee zurück, wo sie fast täglich von ihrem vorgesetzten Offizier missbraucht wurde. Sie floh Richtung Kampala und traf dort ihren ehemaligen Commander Kashallingi wieder, dessen Leibwächterin sie wurde. In seinen Diensten wurde sie zum Sergeant und Chief Escort befördert und sah auch Colonel Moses Drago wieder.
Später sollte Kashallingi verhaftet werden und floh vor Musevenis Schergen. Aufgrund ihrer Stellung als Kashallingis Leibwächter wurde die 14-jährige verhört. Sie ließ sich zur Militärpolizei versetzen und bemerkte, dass sie von Colonel Drago schwanger war. 1991 brachte sie ihren Sohn Moses zur Welt und wohnte mit ihm in einer Kaserne. Bald darauf jedoch wurde Kashallingi gefunden, verhaftet und in derselben Kaserne untergebracht wie China. Daher wurde sie nach Karuma versetzt.
Bei einem Unfall mit einem Konvoi 1995 rettete China mehreren Zivilisten das Leben und wurde von der Firma des eskortierten Konvois mit viel Geld belohnt. Allerdings zog sie sich dabei eine Verletzung am Knie zu und musste einige Wochen pausieren. Während dieser Zeit brachte sie ihren Sohn in die Obhut ihres Vaters zurück.

### Flucht nach Südafrika
Mit Hilfe von Bestechungsgeldern besorgte sich China einen Pass und ein Visum und fuhr mit dem Bus über die Grenzstelle Busia nach Nairobi (Kenia), wo ihr Visum jedoch von der amerikanischen Botschaft abgelehnt wurde. Um das Geld für ihr Flugticket zurückzubekommen, fuhr sie noch einmal zurück nach Kampala und kehrte mit dem Geld im September 1995 wieder nach Nairobi zurück, wo sie einen alten Kriegskameraden namens Boxer wieder traf. Mit ihm beschloss sie, nach Südafrika zu reisen.
Mittlerweile war China erneut schwanger. Sie lernte Peter Nkwe kennen, mit dem sie auch eine Beziehung einging. Diese Beziehung war jedoch mit vielen Gewalttätigkeiten verbunden. Im Krankenhaus gab sie sich als Patricia Nkwe aus und brachte ihre Tochter Ashley zur Welt.
Später erfuhr sie durch ein Telefonat, dass der Vater ihres Sohnes, Moses Drago, ermordet worden war.
China wurde vom ugandischen Geheimdienst entführt und aufgrund ihres Verhältnisses zu Kashillingi wochenlang gefoltert und verhört. Es gelang ihr jedoch zu fliehen. Sie wandte sich an das Innenministerium von Südafrika, wo sie mit großem Verständnis angehört wurde und mit einem Brief zur UNHCR ausgestattet wurde.
1999 erklärte sich Dänemark bereit, China aufzunehmen.

### Europa
In Dänemark wurde China sehr herzlich empfangen. Sie wurde in einem Diakoniestift untergebracht und lernte kurz nach ihrer Ankunft den etwa 60-jährigen Knud Held Hansen kennen.
Er wurde Chinas „Pflegevater“, mit dem sie nach Søborg zog, wo sie bis heute wohnt.
Sie begann in einem Kindergarten zu arbeiten und soll zur Sozialarbeiterin ausgebildet werden. Brigitte Knudsen, die Leiterin des Einwanderungsbüros von Søborg, riet China, ihren Schmerz durch das Aufschreiben ihrer Erlebnisse zu verarbeiten. Daraus entstand dann das Buch Sie nahmen mir die Mutter und gaben mir ein Gewehr.
Dieses Buch erschien am Weltkindertag 2002 im Ullstein Verlag. Die Folge waren zahlreiche Auftritte, vor allem im deutschsprachigen Raum. Auch mehrere Fernsehstationen sendeten Reportagen über China Keitetsi.
Im Herbst 2003 startete sie gemeinsam mit amnesty international eine Lesetournee durch Deutschland. Diese Aktion weitete sich allerdings bald aus zu einer Serie von Vortragsreisen, wobei es ihr ein besonderes Anliegen ist, jungen Menschen klarzumachen, dass ein sorgenfreies Aufwachsen wie in Europa bei weitem nicht auf der ganzen Welt, insbesondere nicht in Afrika, selbstverständlich ist.
China reist mittlerweile durch ganz Europa und hält auch Vorträge in den USA, Kanada und Japan. Sie sprach vor den Vereinten Nationen in New York City und vor dem Deutschen Bundestag. Sie traf auch mit dem Deutschen Bundespräsidenten zusammen, der ihr zusicherte, sich der Sache der Kindersoldaten anzunehmen.
2004 gründete China den deutschen Förderverein Hilfe für ehemalige Kindersoldaten und afrikanische Kriegsopfer e.V. Mit den Spenden möchte sie ein Zentrum für Reintegration ehemaliger Kindersoldaten in Kigali, Ruanda aufbauen. 2005 erhielt China von der amerikanischen Universität Connecticut die Auszeichnung „Certificate of Appreciation for dedication and commitment to translating the ideals of human rights into practical reality: AMBASSADOR FOR HUMAN RIGHTS“. 2006 wurde sie Botschafterin der Missio-Aktion „Volltreffer“ anlässlich der Fußballweltmeisterschaft: „Auf Tore schießen statt auf Menschen“.
Am 6. Februar 2008 nahm sie an einer Papstaudienz im Vatikan teil. Während der Audienz segnete Papst Benedikt XVI. ein aus einer Granathülse von ehemaligen Kindersoldaten gefertigtes Kreuz.

## Bücher

### Sie nahmen mir die Mutter und gaben mir ein Gewehr
Ihr Buch Sie nahmen mir die Mutter und gaben mir ein Gewehr wurde in Dänemark und Holland veröffentlicht. Danach erschien es in Deutschland, Österreich, der Schweiz, England, Frankreich, Spanien, Tschechien und Japan. In Deutschland schaffte es ihr Buch sogar bis auf Rang zwei der Bestsellerliste in der Kategorie „Politik und Zeitgeschichte“. Der Erlös aus dem Verkauf geht an das Zentrum für die Reintegration ehemaliger Kindersoldaten in Kigali.

#### Auszug aus dem Vorwort
„Vielleicht fragen Sie sich, wie ich dazu gekommen bin, ein Buch zu schreiben. Brigitte Knudsen, die Leiterin des Einwanderungsbüros meiner dänischen Gemeinde, empfahl mir, den Schmerz, den ich empfinde, aufzuschreiben. Sie fand, das Schreiben könne mir helfen, das Erlebte zu verarbeiten. Denn immer wenn ich traurig war oder Alpträume hatte, rief ich sie an, ganz egal, ob am Wochenende oder mitten in der Nacht. Als ich auf ihren Rat hin anfing zu schreiben, war der Bann gebrochen und die Tränen begannen zu fließen. Jedes Mal, wenn ich etwas geschrieben hatte, ging es mir anschließend ein bisschen besser. Und schon bald konnte ich nicht mehr damit aufhören. Ich schrieb, wie ich weinte. Als ich mehr als einhundertfünfzig Seiten zusammen hatte, erzählte ich Knud Hansen, meinem Pflegevater, davon. Er sagte: ‚Oh, China! Du schreibst ein Buch‘. Da dachte ich zum ersten Mal daran, dass tatsächlich ein Buch daraus werden könnte.“

### Tränen zwischen Himmel und Erde – Mein Weg zurück ins Leben
Das Buch Tränen zwischen Himmel und Erde – Mein Weg zurück ins Leben erschien 2007 und berichtet über ihre Versuche Heilung und Neuorientierung zu finden sowie über die Suche nach ihren beiden Kindern.

## Der Förderverein
Der Verein verfolgt ausschließlich und unmittelbar gemeinnützige und humanitäre Zwecke im Sinne des Abschnitts Steuerbegünstigte Zwecke der Abgabenordnung.

### Ziele
- Beschaffung von Mitteln und Unterstützung von Projekten zu Hilfestellung ehemaliger Kindersoldaten (insbes. in der afrikanischen Region der Großen Seen)
- Förderung der Völkerverständigung, der Entwicklungshilfe und der Jugendhilfe
- Direkte Unterstützung der afrikanischen Jugendlichen: Bezahlung der Schuldgebühren, Versorgung mit Kleidung und Schulmaterial.
- Sozialarbeit: Rehabilitation und Reintegration ehemaliger Kindersoldaten in die afrikanische Gesellschaft.
- Öffentlichkeitsarbeit: Aufklärung und Information der Öffentlichkeit über das Leid der Menschen
- Der Verein dient weiteren Zwecken, die sich der Folgen der Kriege in Uganda und in anderen afrikanischen Staaten annehmen.